# Монун II
Монун II или Монуније (Μονουνιος) је био илирски краљ у Дарданији од 180. п. н. е..
Године 175. п. н. е. ратовао је против Бастарна. Нешто касније удаје своју ћерку Етуту за илирског краља Генција (180 – 168. п. н. е.) и склапа савез са њим и Македонцима против Римског царства. Овај савез доживео је пораз 167. п. н. е. Из њега су пронађени новчићи из јадранског града Дирахиона.
Владар са истим именом Монуније био је око 280. п. н. е. краљ Дарданаца.